# Sagbohan Danialou
Sagbohan Danialou, de son vrai nom Sagbohan Daniel, est un musicien et chanteur béninois né le 11 décembre 1951 à Ekpè, de parents originaires d'Abomey.

## Biographie

### Enfance et formation
Sagbohan Danialou est né d'un père musicien et d'une mère chanteuse, tous deux artistes traditionnels, originaires d'Abomey. Il passa son enfance dans la maison de ses grands-parents maternels, bercée par les chansons grégoriennes du temple méthodiste situé en face de la maison, et les chansons traditionnelles vodoun interprétées tôt les matins lors des cérémonies. Initié à la percussion par son père, avec des instruments traditionnels tels que les tambours du kpahlouè, les maracas, les gongs et du kpèzi, il intègre le milieu vaudou à l'âge de cinq ans, grâce à sa maîtrise du rythme.
À l'âge de seize ans, il fut envoyé à Cotonou apprendre la céramique. À Cotonou, Il intégra des groupes musicaux de la ville, au début en tant que percussionniste, le temps d’apprendre et de maîtriser d’autres instruments de musique modernes. Évoluant dans la musique en même temps que dans la pratique de la céramique au centre artisanal de Cotonou, Sagbohan Danialou finit par abandonner la céramique pour se consacrer exclusivement à sa passion, la musique.

### Vie de famille
Sagbohan Danialou est père de six (06) enfants dont la plupart l'accompagne sur scène :
- L’aîné, Gibril, décédé en 2013[4]
- Raïmi, percussionniste
- Kamar, percussionniste
- Les sœurs Sagbohan, au nombre de trois

### La batterie rouge
En 1968, alors âgé de dix-sept ans et artisan en céramique au centre artisanal de Cotonou, Sagbohan Danialou jouait aux congas dans Los Commandos, l’orchestre phare de la ville de Cotonou à l’époque, dirigé par El Rego. Los Commandos fut le premier orchestre au Bénin à détenir une batterie, un instrument dont Sagbohan est tombé sous le charme à première vue.
Un soir, l’orchestre demanda au jeune Sagbohan de remplacer le batteur du groupe, absent. Il proposa et joua correctement un rythme de James Brown, lors de ce premier contact avec l’instrument : Ce fut la révélation au groupe et aux spectateurs. Séduit par le génie du nouveau batteur, le gérant du bar où l’orchestre se produisait, lui rapporta lors d'un voyage au Nigéria, une batterie rouge toute neuve, faisant de Sagbohan Danialou, le propriétaire de la deuxième batterie dans tout le Bénin.

### Le décès de Djibril
Le 12 décembre 2013, l'animateur culturel béninois El Pidio, Sagbohan Danialou et son fils aîné Djibril, pressenti pour lui succéder sur les scènes, furent victimes d'une intoxication alimentaire, après avoir ingéré une décoction.
En effet, pour traiter un mal dont souffrait Djibril, Sagbohan Danialou lui fit boire un médicament à base de plantes, acheté dans un bus. Djibril, alors en préparation de son deuxième album solo, succomba dans l'hôpital El Fateh un centre hospitalier privé dans la ville de Porto-Novo. Sagbohan Danialou et El Pidio de Souza, ayant bu aussi la décoction en moindre quantité, furent transférés du centre hospitalier départemental de l'Ouémé-Plateau, au centre national hospitalier et universitaire Hubert K. Maga de Cotonou, où ils furent soignés et guéris,.

## Influences
La musique de Sagbohan Danialou s'inspire de rythmes vodouns traditionnels (comme kakagbo, sato) et de musique moderne notamment le jazz. Il travaillera au début de sa carrière avec Ignace De Souza, auteur compositeur trompettiste et cocréateur, avec Fela Kuti, du rythme afrobeat,.

## Discographie
- 1977 : Sagbohan Daniel (Badmos)
- A1 Dago Et Le Karateka
- A2 Cocorioco (Chant Du Coq)
- B1 Foutou Babanas
- B2 Avale
- 1980 : Sagbohan Danialou (Danialou Records)
- A1 Mari Incapable
- A2 Igaga
- A3 I _ Adjinon _ We
- B1 Ossi
- B2 Suru
- 1980 : Sagbohan (L'Homme Orchestre)* - Assa Cica (Le Rossignol Poete)* - Miguelito (El Salsero De Cotonou)* – Le Choc Des 3 Etoiles (LIR)
- A1 Zoun Min Ti Gbo 
Vocals – Sagbohan Danialou
- A2 So Nou Dje Gbe 
Composed By, Vocals – Assa-Cica
- B1 Non Vi Gnin O 
Composed By – Miguelito (2)
- B2 Kplon Noude Bo Wa 
Composed By – Miguelito (2)
- 1982 : Sagbohan Danialou (A.V.A. Promotions)
- A1 Agbo
- A2 Amon Noudé Houn Dou
- B1 Agosa
- B2 Mi Gbo
- B3 T'assi Sron Gnin
- 1987 : Sagbohan Danialou (Ola Oluwa Ni)
- A1 Djidjoho
- A2 Agban
- B1 Bio Guerra
- B2 Tafe Yonto
- B3 Legba Do Agbodji
- 2001 : Zémihin
- 2017 : Sôh (Dibi Dobo, Sagbohan Danialou)
- 2018 : Ja Va lou (Patrick Ruffino, Sagbohan Danialou)

## Récompenses
Sagbohan Danialou s'est vu décerner plusieurs prix et distinctions au cours de sa carrière :
- 1995 : Ordre du mérite béninois
- 2000 : Artiste béninois de l’année
- 2004 : Meilleur artiste auteur compositeur de l’année, avec Gnonnas Pedro
- Médaille de la créativité par l’Organisation Mondiale de la Propriété Intellectuelle(OMPI)